# Saint-Ouen-de-Sécherouvre
Saint-Ouen-de-Sécherouvre és un municipi francès situat al departament de l'Orne i a la regió de Normandia. L'any 2007 tenia 191 habitants.

## Demografia

### Població
El 2007 la població de fet de Saint-Ouen-de-Sécherouvre era de 191 persones. Hi havia 80 famílies de les quals 16 eren unipersonals (4 homes vivint sols i 12 dones vivint soles), 40 parelles sense fills, 20 parelles amb fills i 4 famílies monoparentals amb fills.
La població ha evolucionat segons el següent gràfic:
Habitants censats

### Habitatges
El 2007 hi havia 111 habitatges, 77 eren l'habitatge principal de la família, 29 eren segones residències i 5 estaven desocupats. Tots els 111 habitatges eren cases. Dels 77 habitatges principals, 65 estaven ocupats pels seus propietaris, 11 estaven llogats i ocupats pels llogaters i 1 estava cedit a títol gratuït; 5 tenien dues cambres, 9 en tenien tres, 22 en tenien quatre i 41 en tenien cinc o més. 46 habitatges disposaven pel capbaix d'una plaça de pàrquing. A 28 habitatges hi havia un automòbil i a 45 n'hi havia dos o més.

### Piràmide de població
La piràmide de població per edats i sexe el 2009 era:
| Homes | Edats   | Dones |
| ----- | ------- | ----- |
| 0     | 95 o +  | 0     |
| 0     | 90 a 94 | 0     |
| 0     | 85 a 89 | 0     |
| 0     | 80 a 84 | 4     |
| 0     | 75 a 79 | 0     |
| 4     | 70 a 74 | 4     |
| 4     | 65 a 69 | 8     |
| 12    | 60 a 64 | 8     |
| 12    | 55 a 59 | 4     |
| 0     | 50 a 54 | 12    |
| 12    | 45 a 49 | 8     |
| 4     | 40 a 44 | 4     |
| 4     | 35 a 39 | 8     |
| 8     | 30 a 34 | 4     |
| 12    | 25 a 29 | 12    |
| 12    | 20 a 24 | 12    |
| 0     | 15 a 19 | 4     |
| 0     | 10 a 14 | 0     |
| 0     | 5 a 9   | 4     |
| 4     | 0 a 4   | 4     |

## Economia
El 2007 la població en edat de treballar era de 125 persones, 90 eren actives i 35 eren inactives. De les 90 persones actives 83 estaven ocupades (42 homes i 41 dones) i 7 estaven aturades (4 homes i 3 dones). De les 35 persones inactives 12 estaven jubilades, 6 estaven estudiant i 17 estaven classificades com a «altres inactius».

### Ingressos
El 2009 a Saint-Ouen-de-Sécherouvre hi havia 76 unitats fiscals que integraven 187,5 persones, la mediana anual d'ingressos fiscals per persona era de 15.185 €.

### Activitats econòmiques
Dels 13 establiments que hi havia el 2007, 4 eren d'empreses de construcció, 4 d'empreses de comerç i reparació d'automòbils, 2 d'empreses immobiliàries i 3 d'empreses de serveis.
Dels 4 establiments de servei als particulars que hi havia el 2009, 2 eren paletes, 1 guixaire pintor i 1 lampisteria.
L'any 2000 a Saint-Ouen-de-Sécherouvre hi havia 25 explotacions agrícoles que ocupaven un total de 608 hectàrees.

## Poblacions més properes
El següent diagrama mostra les poblacions més properes.